# Krakowiak Crag
Krakowiak Crag är en kulle i Antarktis. Den ligger i Sydshetlandsöarna. Argentina, Chile och Storbritannien gör anspråk på området. Toppen på Krakowiak Crag är 18 meter över havet.
Terrängen runt Krakowiak Crag är kuperad västerut, men åt nordost är den platt. Havet är nära Krakowiak Crag åt sydost. Trakten är glest befolkad. Närmaste befolkade plats är Commandante Ferraz Station, 15,1 kilometer väster om Krakowiak Crag. 